# Словослияние
Словослия́ние (или словостяже́ние) — способ словообразования, разновидность такого способа, как «сокращение».
Сло́во-бума́жник (англ. portmanteau word, фр. mot-valise) — термин, применяемый для обозначения авторских слов, введённых Льюисом Кэрроллом в книгах «Алиса в стране чудес» и «Алиса в Зазеркалье». В других языках могут применяться другие термины, например, «слово-чемодан» (фр. mot-valise, нем. Kofferwort), «слово-салат» (итал. parola macedonia) или «слово-телескоп» (норв. teleskopord, рум. cuvânt telescopat).

## Образование
Слова-бумажники являются примерами лексической контаминации. В новом слове можно выделить оба корня, использованных для построения, — таким образом, слово приобретает новый смысл.
Первоначально термин употреблялся только в исследованиях, посвящённых творчеству Кэрролла, но позднее получил более широкое распространение. К примеру, выяснилось, что Вильям Шекспир в своём 65-м сонете также пользуется словами-бумажниками : wra[ckful sie]ge является контаминацией слова rage. Сейчас термин «слово-бумажник», по утверждению М. Гарднера, применяют, говоря о словах, в которых можно отследить несколько значений. Параллельно применяют и английское заимствование «портманто». В обоих случаях речь идёт о словах, кумулятивно выражающих смысл нескольких языковых единиц, то есть термин «слово-бумажник» стал синонимом контаминации.

## Примеры
Принцип образования «слов-бумажников» наглядно иллюстрирует поэма «Бармаглот» Кэрролла. В шестой главе «Алисы в Зазеркалье» разъясняется смысл самого термина.

Понимаешь, это слово как бумажник. Раскроешь, а там два отделения! Так и тут — это слово раскладывается на два!
Оригинальный текст (англ.)You see it's like a portmanteau — there are two meanings packed up into one word.
— «Алиса в Зазеркалье», пер. Н. Демуровой
Шалтай-Болтай рассказывает о происхождении нескольких слов из поэмы:
- Хливкие ← хлипкие + ловкие (в оригинале slithy ← slimy + lithe)
- Хрюкотать ← хрюкать + хохотать.

Такие слова, как пылкать (англ. burble) и храброславленный, которые тоже являются результатами контаминации, в тексте не объясняются. Кэрролл использовал слова-бумажники и в поэме «Охота на Снарка». Сам Снарк (англ. Snark), фантастический персонаж Кэрролла, восходит к англ. snake — «змея» и англ. shark — «акула».
- motel — motor-way + hotel
- smog — smoke + fog.

Если при составлении слова используются слова разных языков, можно говорить о слове-гибриде.

## Словослияние в русском языке
Для русского языка словослияние нехарактерно. Многие из слов, полученных словослиянием, жаргонные: хрущоба = хрущёвка + трущоба — кивок в сторону простоты и тесноты такого жилья, руглиш = русский + English — язык специалистов и эмигрантов, когда английские слова соединяются русской грамматикой. Одно из немногих, которые прошли в основной словарь,— лошак = лошадь + ишак. Намного больше заимствованных слов, которые в оригинале получены словослиянием — мопед (из шведского), смог, брексит (из английского).
Словослияние очень развито в речи маленьких детей. Корней Чуковский в книге «От двух до пяти» приводит пример словослияний (слов-гибридов, как он их называет), придуманных детьми: блистенькая (блестящая + чистенькая), волосетка (сетка для волос), безумительно (безумно + изумительно), переводинки (переводные картинки), жукашечка (жук + букашечка), паукан (паук + таракан), кучело (куча + чучело), морякорь (морской якорь), пустылка (пустая бутылка).